# 佘山

明代画家董其昌绘《佘山游境图》（北京故宫博物院藏）

佘山（漢語拼音：shé shān，上海話：zo sai），位于中华人民共和国上海市松江区佘山镇，分东佘山和西佘山，海拔分别是72.4米和97.2米。佘山现劃有佘山国家森林公园。

## 歷史
關於其名來源有多種說法，一說其因古代有佘姓者修道于此而得名，並且當地古代有較多佘姓者聚居附近，二说佘太君到过此地居住而名，三说东汉佘姓将军隐居此地而名，此由來為目前山上的佘将军庙支持。
佘山之名最早的历史记载，当前所知是在宋代专门记载南宋及较早时期今上海淞南地区的地方志《绍熙云间志》，該書只較模糊提及古代有佘姓者居此故名。
另有民間神話說法西王母斩蛇造佘山，当时峨嵋山有青、黄两条巨蟒经过千年修炼同时得道升天，它们偷饮了三口瑶池仙水成了真龙，被王母娘娘派人打出瑶池，放逐东海，一路上它们互相埋怨斗打導致生靈塗炭，东海龙王急禀玉帝，命雷公雷电轰击下，他们随即坠地而亡成為兩座佘山山峰，後人因蛇不吉利而改稱佘。然而此民間神話只能做為是佘於蛇同音而編撰之說。

## 名勝
- 秀道者塔
- 佘山地震基准台
- 天主教佘山进教之佑圣母大殿（乙級宗座聖殿）
- 佘山月湖
- 佘山天文台
- 佘山高爾夫俱樂部

## 外部連結
- 上海佘山国家森林公园（页面存档备份，存于）（简体中文）[]